# Transformers Energon
Transformers Energon, cunoscut în Japonia ca Transformer: Superlink (トランスフォーマー スーパーリンク Toransufōmā Sūpārinku?) este linia de jucării, serialul de animație și seria de benzi desenate Transformers din 2004–2005, o altă coproducție dintre Hasbro și Takara și de asemenea o continuare a serialului Transformers: Armada. Este și primul serial japonez Transformers generată de computer, într-o tehnică umbrită de cel similară cu serialul anime Zoids, ceea ce este un curs ce va continua și în următoarea serie, Transformers Cybertron.
În acest serial, mecansimele principale ale Transformerilor constă în abilitatea Autoboților de a se combina cu parteneri de aceeași mărime, abilitatea Decepticonilor de a folosi figuri alimentate cu putere și adăugarea armelor Energon și stelelor ce pot fi puse pe orice Transformer. Mini-Conii din linia anterioară sunt încă prezenți, însă picioarele lor sunt "moarte", și nu activează nici o funcție în jucărie.
În Italia a fost difuzat pe Fox Kids (primele 13 episoade), Cartoon Network și posturile locale de televiziune
În Spania, a fost difuzată pe Cartoon Network.
În Asia de Sud, care difuzează pe Disney Channel.
În Regatul Unit, a fost difuzat pe Toonami, Jetix și Fox Kids.
în România, a fost difuzată pe Cartoon Network, apoi pe Megamax.
În Belgia și Țările de Jos, difuza pe Jetix.
În Suedia, care difuzează SVT și Jetix.
În Croația, a fost difuzat pe Nova TV și Disney XD.

## Jucării
Un număr mic de seturi de construcție Transformers Energon a avut o realizare limitată pe piață de testare iar structura Trans-Skeletonilor a fost schimbată pentru personajele din Energon, într-un schelet mult mai solid cu membre mai largi și mai blocheate. Asta a dus la modele de robot mult mai solide, stabile, cu aspect de robust. Întreaga linie, însă, a efectuat prost, și de aceea a fost scoasă de tot în 2004.

## Episoade
| Premiera în România | Nr | Titlu român                      | Titlu englez                        |
| ------------------- | -- | -------------------------------- | ----------------------------------- |
|                     |    |                                  |                                     |
| PRIMUL SEZON        |    |                                  |                                     |
|                     |    |                                  |                                     |
| 01.11.2004          | 01 | Orașul Cybertron                 | Cybertron City                      |
|                     |    |                                  |                                     |
| 02.11.2004          | 02 | Stelele Energon                  | Energon Stars                       |
|                     |    |                                  |                                     |
| 03.11.2004          | 03 | Skorpinok                        | Scorpinok                           |
|                     |    |                                  |                                     |
| 04.11.2004          | 04 | Sabia lui Megatron               | Megatron’s Sword                    |
|                     |    |                                  |                                     |
| 05.11.2004          | 05 | Noul oraș Cybertron              | The New Cybertron City              |
|                     |    |                                  |                                     |
| 08.11.2004          | 06 | Megatron reînviat                | Megatron Resurrected                |
|                     |    |                                  |                                     |
| 09.11.2004          | 07 | Incursiunea Megatron             | Megatron Raid                       |
|                     |    |                                  |                                     |
| 10.11.2004          | 08 | Starscream, misteriosul mercenar | Starscream The Mysterious Mercenary |
|                     |    |                                  |                                     |
| 11.11.2004          | 09 | Bătălia curelei asteroid         | Battle Of The Asteroid Belt         |
|                     |    |                                  |                                     |
| 12.11.2004          | 10 | Turnul Energon                   | Energon Tower                       |
|                     |    |                                  |                                     |
| 15.11.2004          | 11 | Legenda lui Rodimus              | The Legend Of Rodimus               |
|                     |    |                                  |                                     |
| 16.11.2004          | 12 | Criză în orașul Junglei          | Crisis In Jungle City               |
|                     |    |                                  |                                     |
| 17.11.2004          | 13 | Kicker atenție!                  | Kicker Beware!                      |
|                     |    |                                  |                                     |
| 18.11.2004          | 14 | Rețeaua Energon                  | Energon Grid                        |
|                     |    |                                  |                                     |
| 19.11.2004          | 15 | Rodimus – prieten sau dușman?    | Rodimus: Friend Or Foe?             |
|                     |    |                                  |                                     |
| 22.11.2004          | 16 | Du-te pentru Unicron             | Go For Unicron                      |
|                     |    |                                  |                                     |
| 23.11.2004          | 17 | Întoarcerea Demolatorului        | The Return Of Demolisher            |
|                     |    |                                  |                                     |
| 24.11.2004          | 18 | Povestea a doi eroi              | A Tale Of Two Heroes                |
|                     |    |                                  |                                     |
| 25.11.2004          | 19 | Posturi de bătălie               | Battle Stations                     |
|                     |    |                                  |                                     |
| 26.11.2004          | 20 | Identitatea Alpha-Q              | Alpha-Q: Identity                   |
|                     |    |                                  |                                     |
| 29.11.2004          | 21 | Valul de lasere: Dezlănțuirea    | Laser Wave: Rampage                 |
|                     |    |                                  |                                     |
| 30.11.2004          | 22 | Instincte de supraviețuire       | Survival Instincts                  |
|                     |    |                                  |                                     |
| 01.12.2004          | 23 | Fiecare se luptă                 | Each One Fights…                    |
|                     |    |                                  |                                     |
| 02.12.2004          | 24 | Unicron dezlănțuit               | Unicron Unleashed                   |
|                     |    |                                  |                                     |
| 03.12.2004          | 25 | Deschide focul!                  | Open Fire!                          |
|                     |    |                                  |                                     |
| 06.12.2004          | 26 | Spațiu smuls                     | Ripped Up Space                     |
|                     |    |                                  |                                     |
| SEZONUL 2           |    |                                  |                                     |
|                     |    |                                  |                                     |
| 07.03.2005          | 27 | Echipa lui Optimus Prime         | Team Optimus Prime                  |
|                     |    |                                  |                                     |
| 08.03.2005          | 28 | Protecție                        | Protection                          |
|                     |    |                                  |                                     |
| 09.03.2005          | 29 | Inferno închis                   | Imprisoned Inferno                  |
|                     |    |                                  |                                     |
| 10.03.2005          | 30 | Planeta Junglei                  | Jungle Planet                       |
|                     |    |                                  |                                     |
| 11.03.2005          | 31 | Bulkhead                         | Bulkhead                            |
|                     |    |                                  |                                     |
| 14.03.2005          | 32 | Rămas bun, Inferno               | Farewell Inferno                    |
|                     |    |                                  |                                     |
| episod omis         | 33 | Cicatricile lui Scorponok        | Scorponok’s Scars                   |
|                     |    |                                  |                                     |
| 15.03.2005          | 34 | Curs intensiv                    | Crash Course                        |
|                     |    |                                  |                                     |
| 16.03.2005          | 35 | Omega suprem                     | Omega Supreme                       |
|                     |    |                                  |                                     |
| 17.03.2005          | 36 | O luptă eroică                   | A Heroic Battle                     |
|                     |    |                                  |                                     |
| 18.03.2005          | 37 | Puterea                          | The Power                           |
|                     |    |                                  |                                     |
| 21.03.2005          | 38 | Optimus suprem                   | Optimus Supreme                     |
|                     |    |                                  |                                     |
| 22.03.2005          | 39 | Unicron piere                    | Unicron Perishes                    |
|                     |    |                                  |                                     |
| 23.03.2005          | 40 | Ambiție                          | Ambition                            |
|                     |    |                                  |                                     |
| SEZONUL 3           |    |                                  |                                     |
|                     |    |                                  |                                     |
| 02.05.2005          | 41 | Dorințe                          | Wishes                              |
|                     |    |                                  |                                     |
| 03.05.2005          | 42 | Galvatron!                       | Galvatron!                          |
|                     |    |                                  |                                     |
| 04.05.2005          | 43 | Sparge printre                   | Break Through                       |
|                     |    |                                  |                                     |
| 05.05.2005          | 44 | Distribuire                      | Distribution                        |
|                     |    |                                  |                                     |
| 06.05.2005          | 45 | Trenul Omega                     | The Omega Train                     |
|                     |    |                                  |                                     |
| 09.05.2005          | 46 | Armata de decepție               | Deception Army                      |
|                     |    |                                  |                                     |
| 10.05.2005          | 47 | Echipa lui Ironhide              | Ironhide Team                       |
|                     |    |                                  |                                     |
| 11.05.2005          | 48 | Formidabil                       | Formidable                          |
|                     |    |                                  |                                     |
| 12.05.2005          | 49 | Teroarea lui Galvatron           | Galvatron Terror                    |
|                     |    |                                  |                                     |
| 13.05.2005          | 50 | Putere destructivă               | Destructive Power                   |
|                     |    |                                  |                                     |
| 16.05.2005          | 51 | Scânteie                         | Spark                               |
|                     |    |                                  |                                     |
| 17.05.2005          | 52 | Soarele                          | The Sun                             |
|                     |    |                                  |                                     |

## Legăturiexterne
- Transformers Energon la Internet Movie Database